# Evangelische Kirche (Kölzenhain)

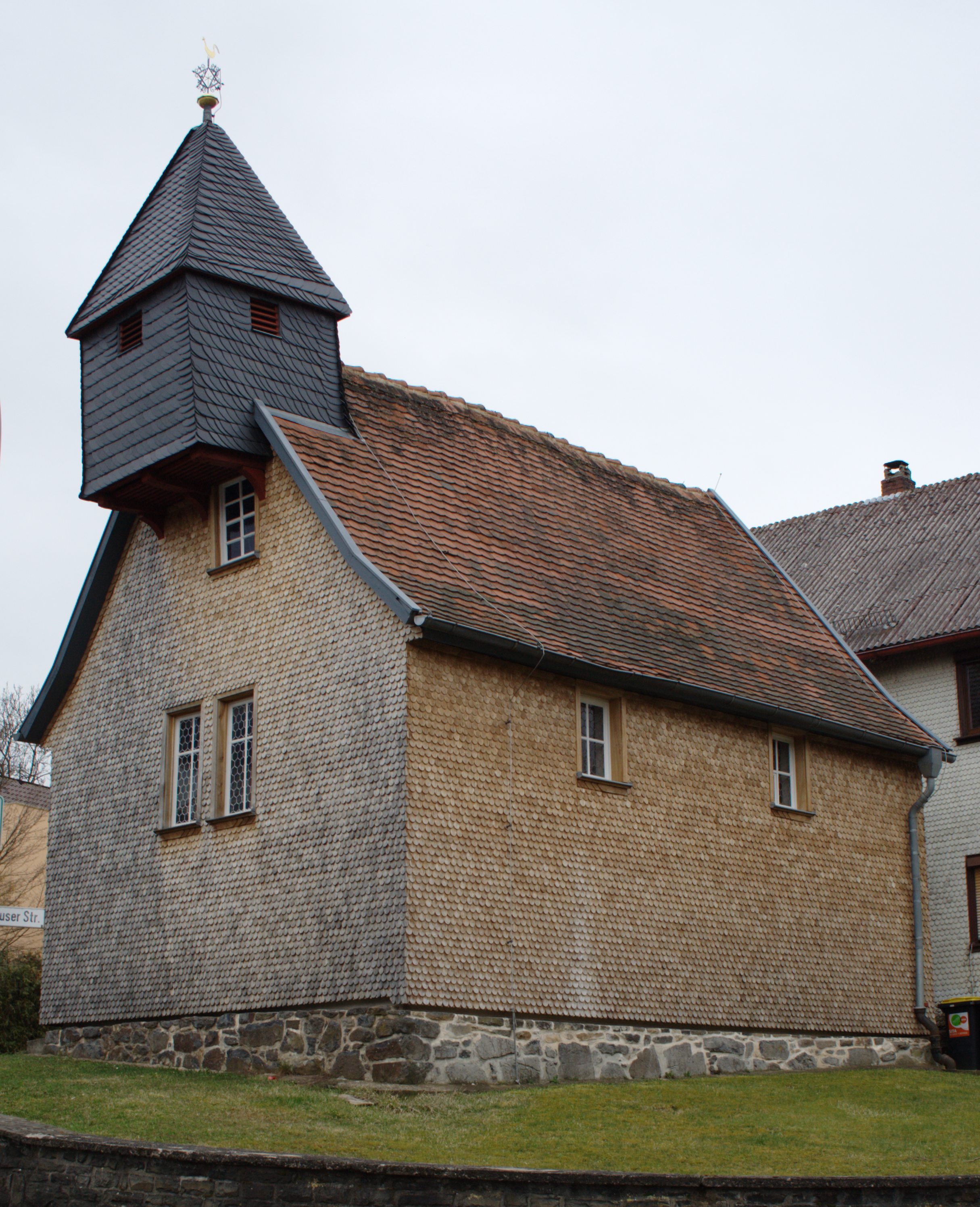
Evangelische Kirche (Kölzenhain)

Die evangelische Kirche Kölzenhain ist ein denkmalgeschütztes Kirchengebäude, das in Kölzenhain, einem Ortsteil der Stadt Ulrichstein im Vogelsbergkreis (Hessen), steht. Die Kirche gehört zur Kirchengemeinde Bobenhausen II im Dekanat Büdinger Land in der Propstei Oberhessen der Evangelischen Kirche in Hessen und Nassau.

## Beschreibung
Die rechteckige, mit Schindeln verkleidete Fachwerkkirche auf einem Sockel aus Feldsteinen wurde schon im Jahre 1592 zum ersten Mal und 1858 zum zweiten Mal erweitert. Aus dem Satteldach des Kirchenschiffs erhebt sich über dem Giebel im Südosten ein quadratischer, schiefergedeckter ausgekragter Dachreiter, in dem eine kleine Kirchenglocke hängt. Bedeckt ist er mit einem Pyramidendach. 
Die Flachdecke des mit dreiseitigen Emporen versehenen Innenraums wird längs von einem Unterzug getragen, der in der Mitte auf einer Stütze aufliegt. Die Orgel mit vier Registern und einem Manual wurde 1970 von Gerald Woehl gebaut.